# Briarosaccus callosus
Briarosaccus callosus är en kräftdjursart som beskrevs av Hilbrand Boschma 1930. Briarosaccus callosus ingår i släktet Briarosaccus och familjen Peltogastridae. Inga underarter finns listade i Catalogue of Life.